# Vireux-Molhain
Vireux-Molhain és un municipi francès situat al departament de les Ardenes i a la regió del Gran Est. L'any 2007 tenia 1.692 habitants.

## Demografia

### Població
El 2007 la població de fet de Vireux-Molhain era de 1.692 persones. Hi havia 683 famílies de les quals 206 eren unipersonals (109 homes vivint sols i 97 dones vivint soles), 194 parelles sense fills, 214 parelles amb fills i 69 famílies monoparentals amb fills.
La població ha evolucionat segons el següent gràfic:
Habitants censats

### Habitatges
El 2007 hi havia 850 habitatges, 696 eren l'habitatge principal de la família, 14 eren segones residències i 140 estaven desocupats. 696 eren cases i 153 eren apartaments. Dels 696 habitatges principals, 386 estaven ocupats pels seus propietaris, 292 estaven llogats i ocupats pels llogaters i 18 estaven cedits a títol gratuït; 2 tenien una cambra, 31 en tenien dues, 58 en tenien tres, 237 en tenien quatre i 369 en tenien cinc o més. 443 habitatges disposaven pel capbaix d'una plaça de pàrquing. A 348 habitatges hi havia un automòbil i a 214 n'hi havia dos o més.

### Piràmide de població
La piràmide de població per edats i sexe el 2009 era:
| Homes | Edats   | Dones |
| ----- | ------- | ----- |
| 0     | 95 o +  | 0     |
| 0     | 90 a 94 | 8     |
| 4     | 85 a 89 | 16    |
| 0     | 80 a 84 | 12    |
| 36    | 75 a 79 | 20    |
| 24    | 70 a 74 | 44    |
| 24    | 65 a 69 | 48    |
| 48    | 60 a 64 | 48    |
| 72    | 55 a 59 | 44    |
| 36    | 50 a 54 | 68    |
| 32    | 45 a 49 | 40    |
| 40    | 40 a 44 | 32    |
| 104   | 35 a 39 | 52    |
| 104   | 30 a 34 | 100   |
| 116   | 25 a 29 | 72    |
| 68    | 20 a 24 | 68    |
| 60    | 15 a 19 | 40    |
| 56    | 10 a 14 | 44    |
| 72    | 5 a 9   | 48    |
| 52    | 0 a 4   | 60    |

## Economia
El 2007 la població en edat de treballar era de 1.075 persones, 746 eren actives i 329 eren inactives. De les 746 persones actives 611 estaven ocupades (387 homes i 224 dones) i 135 estaven aturades (65 homes i 70 dones). De les 329 persones inactives 80 estaven jubilades, 94 estaven estudiant i 155 estaven classificades com a «altres inactius».

### Ingressos
El 2009 a Vireux-Molhain hi havia 672 unitats fiscals que integraven 1.623 persones, la mediana anual d'ingressos fiscals per persona era de 13.748 €.

### Activitats econòmiques
Dels 102 establiments que hi havia el 2007, 1 era d'una empresa extractiva, 1 d'una empresa alimentària, 1 d'una empresa de fabricació de material elèctric, 13 d'empreses de fabricació d'altres productes industrials, 12 d'empreses de construcció, 18 d'empreses de comerç i reparació d'automòbils, 6 d'empreses de transport, 5 d'empreses d'hostatgeria i restauració, 2 d'empreses d'informació i comunicació, 6 d'empreses financeres, 16 d'empreses de serveis, 13 d'entitats de l'administració pública i 8 d'empreses classificades com a «altres activitats de serveis».
Dels 24 establiments de servei als particulars que hi havia el 2009, 1 era una gendarmeria, 1 oficina de correu, 2 oficines bancàries, 4 tallers de reparació d'automòbils i de material agrícola, 1 taller d'inspecció tècnica de vehicles, 1 paleta, 2 guixaires pintors, 2 fusteries, 1 lampisteria, 1 electricista, 2 perruqueries, 1 agència de treball temporal i 5 restaurants.
Dels 7 establiments comercials que hi havia el 2009, 1 era un hipermercat, 1 una botiga de menys de 120 m², 1 una peixateria, 1 una botiga de roba, 1 una sabateria, 1 una perfumeria i 1 una joieria.
L'any 2000 a Vireux-Molhain hi havia 4 explotacions agrícoles.

## Equipaments sanitaris i escolars
El 2009 hi havia 1 farmàcia i 1 ambulància.
El 2009 hi havia 2 escoles maternals i 1 escola elemental.

## Poblacions més properes
El següent diagrama mostra les poblacions més properes.